# Kraski-Ślesice
Kraski-Ślesice – wieś w Polsce położona w województwie mazowieckim, w powiecie przasnyskim, w gminie Krasne. Ma status sołectwa.
W skład sołectwa Kraski-Ślesice wchodzi także kolonia Kamienice-Ślesice.
| SIMC    | Nazwa             | Rodzaj    |
| ------- | ----------------- | --------- |
| 0117251 | Kamienice-Ślesice | część wsi |

Wierni Kościoła rzymskokatolickiego należą do parafii św. Mateusza w Zielonej.
Jest to wieś rodowa Ślesickich herbu Grzymała.
W latach 1975–1998 miejscowość administracyjnie należała do województwa ciechanowskiego.